# Équation de Ponce
 (août 2023).
- Si vous ne connaissez pas le sujet, laissez ce bandeau (vous pouvez alors contacter les auteurs).
- Si vous supprimez le contenu mis en cause (vous pouvez préalablement contacter les auteurs),

argumentez précisément cette suppression dans la page de discussion
(un manque de référence n'est pas un argument ; une recherche réelle de référence doit avoir été effectuée, être formellement documentée).
En géométrie différentielle, l'équation de Ponce donne l'équation du cercle osculateur à une courbe en un point quand la courbe est le graphe d'une fonction sous certaines conditions.
Plus précisement, soit une fonction {\displaystyle f:I\subset \mathbb {R} \longrightarrow \mathbb {R} }. Son graphe {\displaystyle {\mathcal {G}}_{f}:=\{(x,f(x))|x\in I\}} décrit une courbe. Si la fonction {\displaystyle f} admet une dérivée seconde non-nulle en un point {\displaystyle t\in I} alors l'équation du cercle osculateur est donné par l'équation de Ponce:
{\displaystyle {\bigg (}x-t+{\frac {(1+f'(t)^{2})^{2}}{f''(t)}}f'(t){\bigg )}^{2}+{\bigg (}y-f(t)-{\frac {(1+f'(t)^{2})^{2}}{f''(t)}}{\bigg )}^{2}={\frac {(1+f'(t)^{2})^{5}}{f''(t)^{2}}}}.
Ou si l'on note {\displaystyle \alpha ={\frac {(1+f'(t)^{2})^{2}}{f''(t)}}}:
{\displaystyle {\bigg (}x-t+\alpha f'(t){\bigg )}^{2}+{\bigg (}y-f(t)-\alpha {\bigg )}^{2}=\alpha ^{\frac {5}{2}}{\sqrt {f''(t)}}}.

## Exemples
1. L'équation du cercle osculateur en {\displaystyle (t,f(t))} pour {\displaystyle t=0} et {\displaystyle f(x)=x^{2}} est {\displaystyle x^{2}+{\bigg (}y-{\frac {1}{2}}{\bigg )}^{2}={\frac {1}{4}}}.
2. L'équation du cercle osculateur en {\displaystyle (t,f(t))} pour {\displaystyle t={\frac {k\pi }{2}}} avec {\displaystyle k\in 2\mathbb {Z} +1} et {\displaystyle f(x)=\sin(x)} est {\displaystyle {\bigg (}x-{\frac {k\pi }{2}}{\bigg )}^{2}+y^{2}=1}.